# Wanderlust (telessérie)
Wanderlust (br: Wanderlust - Navegar é Preciso) é uma série de televisão britânica escrita por Nick Payne e dirigida por Luke Snellin e Lucy Tcherniak. A série é uma co-produção entre a BBC One e a Netflix, que a transmite fora do Reino Unido.

## Elenco
- Toni Collette como Joy Richards, uma terapeuta e casada com Alan.
- Steven Mackintosh como Alan Richards, professor de inglês e marido de Joy.
- Zawe Ashton como Claire Pascal, uma colega professora de inglês na escola de Alan.
- Joe Hurst como Tom Richards, um estudante de 16 anos e filho mais novo de Joy e Alan.
- Emma D'Arcy como Naomi Richards, filha de Alan e Joy de 18 anos.
- Celeste Dring como Laura Richards, Joy e a filha de Alan, 25 anos.
- Royce Pierreson como Jason Hales, um paciente de Joy.
- William Ash como Marvin Walters, um policial que inicia um relacionamento amoroso com Joy.
- Jeremy Swift como Neil Bellows, marido de Rita e vizinho de Joy.
- Anastasia Hille como Rita Bellows, vizinha de Joy. Depois que seu casamento com Neil termina, ela começa um relacionamento com Naomi.
- Sophie Okonedo como Angela Bowden, terapeuta de Joy.
- Paul Kaye como Lawrence, um ex-namorado de Joy por quem ela ainda tem algum carinho.
- Anya Chalotra como Jennifer Ashman, uma aluna mais velha da escola de Tom.

## Recepção
A série tem 73% de aprovação no Rotten Tomatoes, com nota 6,57/10 baseada em 40 avaliações. O consenso geral diz que “Toni Collette cria comédia entre os papéis neste improvável drama sexual do aclamado dramaturgo Nick Payne para a BBC".